# 巫女と科学の嘘八百万
『巫女と科学の嘘八百万』（みことかがくのうそはっぴゃくまん）は、颯田直斗による日本の漫画作品。
ウェブコミック誌『FlexComixブラッド』（フレックスコミックス）にて2011年2月2日から2012年11月27日まで連載。全15話。単行本は全3巻。

## 登場人物
円・M・フランドル（まどか・えむ・ふらんどる）
主人公。自称「天才科学者」の日系アメリカ人。常にハイテクメカを発明しては一攫千金を狙うものの、結局は上手くいかず莫大な借金を抱え首が回らなくなる。その借金返済の穴埋めと発明品の軍資金にするため、祖父が持つ日本の土地を売ることを企み、叔父である誠司を頼って来日。それからは田舎の貧乏神社で巫女として生活することになるが、相変わらずヘンテコなハイテクメカの発明と破壊を繰り返しており、また作ったメカも高額で売ろうとするため誰も買ってくれず、上手くいってない。18歳。
金髪碧眼。ストレートロングヘア。来日してからは自作の防弾巫女装束姿で過ごし、人型へ変形する改造ターレを愛車にしている。
糺 誠司 （ただす せいじ）
御御名神社（おみなじんじゃ）の責任者代行で、姪にあたる円より年下の17歳。ハイテクアレルギーで、ハイテクメカを目の前にすると蕁麻疹ができる。高校には進学していない模様。
幸篤井 千蒔（さちあつい ちまき）
12歳。暴力団組長の娘。記憶喪失になっていたところを円に助けられて、妹分の巫女になる。しっかり者で常識人。円他からは「おチマ」ちゃんと呼ばれる。
紆余曲折あったが、円や誠司らと同居しながら小学校に通う。
鈴掛 鈴花（すずかけ すずか）
鈴掛神社の巫女。跡取りのいない鈴掛神社に誠司を迎え入れようと画策、入れ知恵され誘惑を試みるも結局はいつも失敗に終わる。御御名神社に居候中。16歳。
カルロス
陽気なメキシコ人だが、御御名神社の権宮司。25歳。巫女さんに異常な執着心を見せるが、円は「巫女失格」判定を下されている。ふきだしの台詞では「ん」は「ン」と表記されている。

## 単行本
1. 2011年07月 ISBN 978-4-7973-6590-0
2. 2012年03月 ISBN 978-4-593-85683-1
3. 2012年10月 ISBN 978-4-593-85706-7